# Otmar Kunz

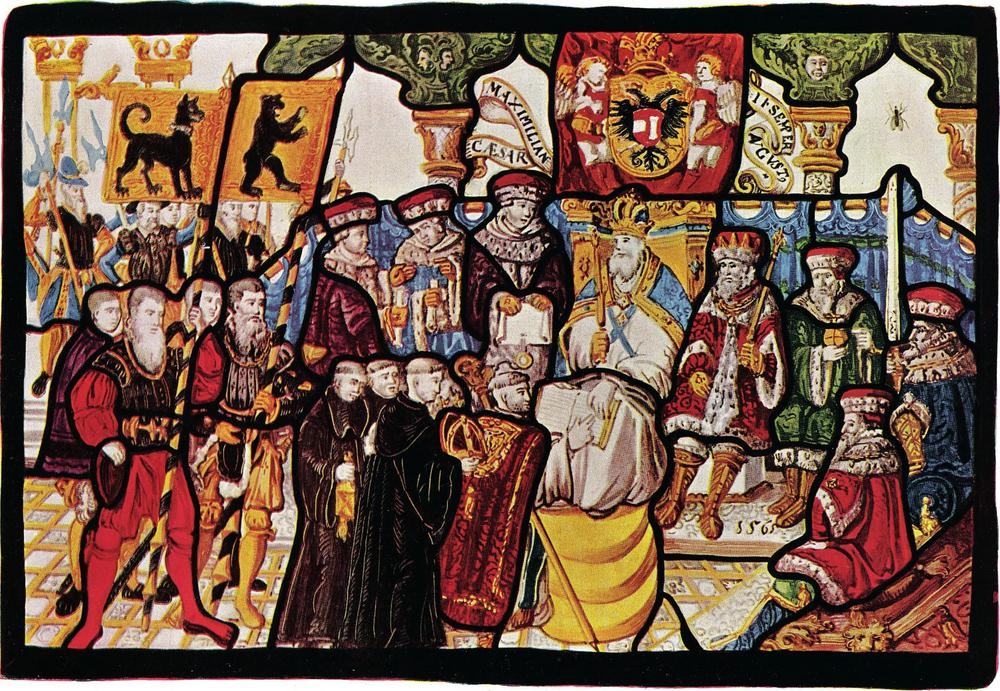
Kaiser Maximilian II. verleiht Otmar Kunz die Reichsregalien

Otmar Kunz (* ca. 1530 in Wil; † 27. Januar 1577 ebenda) war von 1564 bis 1577 Abt des Klosters St. Gallen.

## Leben
Otmar, Sohn eines Bäckers, legte am 18. Mai 1547 die Profess ab und wurde am 20. Dezember 1564 zum Abt von St. Gallen gewählt. Die päpstliche Bestätigung der Wahl erfolgte nach anfänglichen Schwierigkeiten erst durch Bemühungen Melchior Lussis am 13. Juli 1565. Geweiht wurde er am 16. Oktober 1565 durch Weihbischof Jakob Eliner von Konstanz unter Assistenz der Äbte von Einsiedeln und Ottobeuren.

## Wirken
Unter Abt Otmar erneuerte die Fürstabtei St. Gallen am 21. Juli 1565 das Bündnis mit Frankreich. Geprägt war seine Amtszeit vor allem durch eine schärfere Abgrenzung des Klosters gegenüber der protestantischen Stadt. Durch den Rorschacher Vertrag vom 13. September 1566 und den Wiler Spruch vom 20. September 1566 wurde der Bau einer 31 Fuss hohen Mauer zwischen Stiftsbezirk und Stadt beschlossen. Im Oktober 1567 waren die Umfriedungsbauten fürs Erste abgeschlossen. 1570 wurde dann noch das südliche Tor, das sogenannte Karlstor, vollendet, durch das man den Klosterbezirk betreten konnte, ohne je einen Fuss auf städtisches Territorium gesetzt zu haben. Auch der Mailänder Reformbischof Carlo Borromeo, der am 26. und 27. August 1570 St. Gallen besuchte, dürfte das Kloster über diesen Eingang betreten haben.
Abt Otmar trat wiederholt als Bauherr in Erscheinung. 1568 liess er das durch Brandstiftung zerstörte Kloster St. Johann wieder aufbauen. Daneben war er um die Errichtung von Siechenhäusern in Bruggen und in Rorschach bemüht. Einen weiteren Schwerpunkt seiner Amtszeit legte er auf die Katholische Reform. Im Anschluss an die Konstanzer Diözesansynode 1567 stellte er die Reformatio Sancti Galli auf. Mit Dekreten ermahnte er seine Untertanen zur Beichte und zur Kommunion und nahm eine Rekatholisierung des Toggenburgs in Angriff, die letztlich aber scheiterte. Einige seiner Konventualen liess er in Paris bei den Jesuiten ausbilden. Die Klosterbibliothek bereicherte er mit mehreren hundert in Paris gekauften Büchern sowie mit neu angefertigten liturgischen Handschriften.